# René Sergent
René Sergent (París, 4 de julio de 1865 – Congis-sur-Thérouanne, 22 de agosto de 1927) fue un arquitecto francés, uno de los más prestigiosos de su tiempo, y se especializó en los lineamientos del clasicismo y neoclasicismo francés. Su clientela estuvo compuesta por miembros de la aristocracia y familias de clase alta de Francia, Argentina y Estados Unidos. 
Entre sus obras se destacan el Château de Voisins en Francia, el Château de Voormezeele en Bélgica (destruido por bombardeos británicos en 1914), y el Palacio Bosch y el Palacio Errázuriz en Argentina.

## Biografía
Hijo de un panadero de Clichy, Sergent recibió instrucción de los arquitectos Émile Trélat y Thierry-Ladrange en la École Spéciale d'Architecture de París. Allí obtuvo su primer título en 1884 y se incorporó al prestigioso estudio de arquitectura dirigido por el arquitecto francés Ernest-Paul Sanson, donde permaneció más de quince años y definió su preferencia estilística.
En las ferias de 1885 y 1887 expuso un «enunciado de una puerta del Hôtel Carnavalet» y «la fachada y sección de la escalera del Hôtel de Thorigny».
En el estudio de Sanson, Sergent estudió a fondo las obras de los arquitectos y decoradores franceses del siglo XVIII y también a los ingleses del mismo siglo como los hermanos  Adam. También ayudó oficialmente a Sanson en el diseño del Palais Rose ubicado en 40 (actualmente sería 50) Avenida Foch de París, el cual sería el último gran Hôtel particulier construido en el siglo XIX (para el conde Boni de Castellane y su esposa estadounidense Anna Gould; su primera piedra se puso el 20 de abril de 1896, fue finalizado en 1902 y demolido en 1969).
En 1902, Sergent se independizó de Sanson y llevó a cabo numerosos trabajos de construcción, remodelación y restauración para la aristocracia y familias de clase alta.
La característica más destacada de Sergent es que él no se dedicó a construir edificios siguiendo el eclecticismo (mezcla de estilos) que estaba tan en boga en Francia, el resto de Europa y Argentina en esa época (fines del siglo XIX y principios del XX). El estilo Napoleón III, también conocido como estilo Segundo Imperio, ya había comenzado con el eclecticismo y eso fue abrazado por la Escuela de Bellas Artes de París, que continuó enseñando una arquitectura ecléctica que rezumaba opulencia y vistosidad, muy característica de la Belle Époque. Por el contrario, Sergent se dedicó a diseñar edificios en el más puro estilo neoclásico francés, mucho más sobrio (aunque de escala igualmente monumental), y muy especialmente tomando de inspiración las obras del arquitecto Ange-Jacques Gabriel (siglo XVIII), quien había sido el principal arquitecto del rey Luis XV de Francia. El arquitecto Gabriel había sido autor de obras como el Hôtel de la Marine y el Petit Trianon (sucede que el rococó, propio del estilo Luis XV, sólo se desarrolló en interiores en Francia, por lo que no afectó a esas fachadas). De esta manera, los edificios de Sergent no son eclécticos, sino que pueden tener, ya en interiores, algunos salones decorados en un estilo y otros, en otros, tal cual sucede en los palacios del siglo XVIII, donde algunos salones conservaron el estilo inicial, mientras otros fueron redecorándose a lo largo de la historia. Por lo mismo, Sergent prefirió trabajar con los decoradores Carhlian —expertos en reproducciones fidedignas de boiseries y muebles del siglo XVIII—, y no tanto con Maison Jansen —más proclives a la fantasía creativa que fusionaba estilos, creando diseños propios de la firma—, salvo petición expresa del comitente.
En París, Sergent recibió encargos del príncipe Henri de La Tour d'Auvergne-Lauraguais (Hôtel de La Tour d'Auvergne, cito en 2 Avenida de La Motte-Picquet, actual residencia del embajador de Chile), la condesa Caroline de Maupeou, el conde Edmond de Fels, el banquero y conde Moïse de Camondo (Hôtel de Moïse de Camondo [1912-1914], actual Museo Nissim de Camondo), los hermanos Duveen (Joseph —considerado el art dealer más influente de todos los tiempos— y Henry J. Duveen, marchantes de arte, establecidos en un edificio tipo Petit Trianon [1907-1908] en el fondo del terreno del Hôtel de Parabère, en 20 Plaza Vendôme, el cual fue diseñado por Sergent —actualmente una sede bancaria—), los hermanos Seligmann (Jacques, Arnold y Simon Seligmann, anticuarios y marchantes de arte, dueños de la empresa Jacques Seligmann & Cie.), los Fabre-Luce, los Rothschild y los Wendel, entre otros. 
Sergent también fue contratado por algunas familias que, por aquel entonces, formaban parte de la élite de Argentina, para que las obras se erigieran en Argentina: Ernesto Bosch (Palacio Bosch, actual residencia del embajador de Estados Unidos en Argentina), Carlos María de Alvear (Palacio Sans Souci, ubicado en Victoria, Provincia de Buenos Aires, el cual actualmente funciona como lugar de eventos) y Matías Errázuriz, casado con Josefina de Alvear, miembro de la prominente familia argentina Alvear (Palacio Errázuriz, actual Museo de Arte Decorativo). 
Y también, en menor medida, fue contratado por algunos miembros de la elite de Estados Unidos, ya fuera para que diseñara su sede bancaria en París, como J. P. Morgan, o porque residían en París, como Gould y Vanderbilt. La única obra integral diseñada por Sergent en suelo estadounidense fue en 1910 a pedido de los hermanos Duveen, marchantes de arte británicos de origen sefardí, y fue demolida en 1953. Había sido erigida según sus planos en 720 Fifth Avenue (Fifth Avenue y 56th Street) en Manhattan, Nueva York, y los trabajos de obra habían estado a cargo del arquitecto local Horace Trumbauer.
Sergent demostró una habilidad particular para integrar el confort moderno en edificios de proporciones y estilo clásicos, tanto de nueva construcción como antiguos, por lo que también fue muy contratado para llevar a cabo restauraciones que incorporaran nuevas tecnologías sin alterar los estilos originales. También mostró un marcado gusto por la estereotomía, realizando verdaderas hazañas en este campo. Su estudio de arquitectura se expandió rápidamente y fue asistido por los arquitectos René Bétourné y Léon Fagnen.
Sergent también construyó el hotel para turistas Trianon Palace en la ciudad francesa de Versalles (1909-1910, actualmente el Waldorf Astoria Versailles Trianon Palace), el único hotel para turistas diseñado por él. En 1906 había remodelado el hall del Grand Hotel de Roma (actual The St. Regis Rome), entre 1909 y 1910 añadió un salón de baile al hotel Claridge's de Londres y en 1910 diseñó el Lancaster Ballroom del Hotel Savoy de la misma capital. 
También diseñó la sede londinense de la empresa Rolls-Royce.
En 1911, Sergent recibió la gran medalla de arquitectura privada de la Sociedad central de arquitectos franceses.
En 1890, en su etapa previa a decantarse por el neoclasicismo más sobrio a través de su experiencia junto al arquitecto Sanson, había diseñado Villa Stéphanie en Baden-Baden, Alemania, como residencia para la princesa francesa Stéphanie de Beauharnais, duquesa consorte de Baden por su matrimonio con el gran duque Carlos II de Baden (actualmente funciona como hotel, siendo propiedad de la empresa hotelera alemana Oetker Collection); en 1894, el hôtel particulier cito en 9 rue Léo-Delibes, París, en estilo neogótio y neorenacentista; y desde 1901 a 1903, el impresionante Château de Voormezeele (Voormezele, Bélgica) como residencia de verano para Madame Mahieu, viuda del empresario del lino Auguste Mahieu-Ferry (heredero de la empresa Maison Mahieu de Armentières, Francia), en el pomposo estilo Napoleón III o Segundo Imperio. En aquel lugar fue conocido como kasteel Palingbeek, ya que Palingbeek también era el nombre del arroyo que fluía a través del dominio y abastecía de agua a muchos estanques. En el marco de la I Guerra Mundial, algunos soldados alemanes se hospedaron en el palacio, manteniéndolo intacto. Sin embargo, el 30 de octubre de 1914 el palacio fue intensamente bombardeado por los británicos, que incluso no dudaron en mantener encerrado a un miembro de la familia Mahieu bajo la falsa idea de que era un espía. Cuando los británicos se retiraron, el palacio quedó reducido a escombros y ninguno de los muebles se pudo salvar. Además del palacio, también destruyeron el pabellón de caza, la granja del palacio con los establos, los pabellones de los porteros, el parque y el bosque. Actualmente esos terrenos son utilizados como campos de golf (Golf Palingbeek: Eekhofstraat 14, Ypres, Bélgica).
René Sergent está enterrado en la 12.ª división del cementerio de Batignolles de París.

## Principales obras

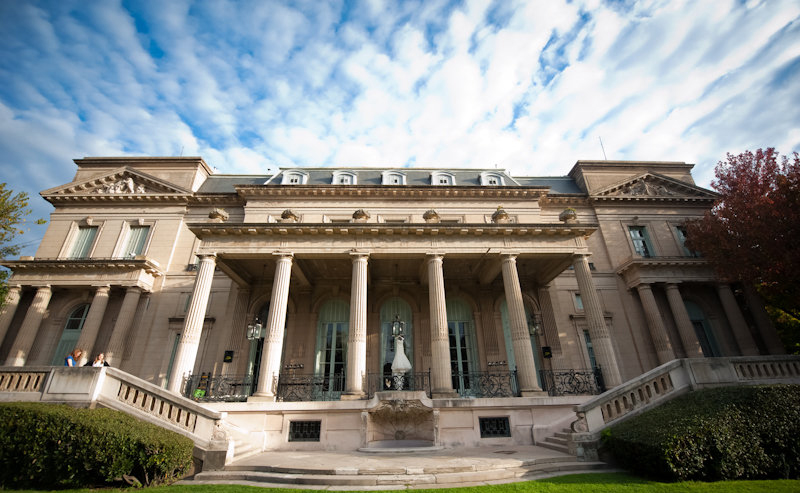
Palacio Sans Souci (1914) en la ciudad de Victoria, San Fernando, Provincia de Buenos Aires, cuyo comitente fue el argentino Carlos María de Alvear (1850-1928).

### En París

#### Hôtels particuliers
- 1894: Hôtel particulier (9 rue Léo-Delibes).[4]
- 1907: Hôtel de la Tour d'Auvergne (2 avenue Motte-Piquet) para el príncipe Henri de La Tour d'Auvergne-Lauraguais (actual residencia del embajador de Chile).
- 1907: Hôtel Clos (3 rue Le Tasse).
- 1908: Hôtel Mahieu (5 rue Le Tasse) para Madame Mahieu, viuda del empresario del lino Auguste Mahieu (actual residencia del embajador de Marruecos).[5]
- 1908: Hôtel particulier (9 rue Octave-Feuillet, esquina rue Alfred-Dehodencq) para Hugo Reifenberg. Inspirado en el estilo Adam. Una parte de la fachada fue modificada en 1925 por el arquitecto Richter (actual escuela secundaria vocacional regional de artes de la moda).
- 1909: Hôtel Worth (4 avenue Emile Deschanel) para el diseñador de moda Jean-Philippe Worth, hijo de Charles Frederick Worth.[6]
- 1909: Hôtel Bemberg (28 rue Émile-Ménier) para el empresario industrial Otto Bemberg (demolido).
- 1910: Hôtel Steinbach, también conocido como hôtel de Malborough (9 avenue Charles Floquet) para Jules Steinbach (desde 1922 de Consuelo Vanderbilt y desde 1949, residencia del embajador de la India).
- 1911 a 1914: Hôtel de Camondo (63 rue de Monceau) para el conde Moïse de Camondo (1860-1935) (desde 1937, Museo Nissim de Camondo).
- 1913: Hôtel d'Heidelbach (19 avenue d'Iéna) para el banquero estadounidense Alfred Heidelbach (actualmente alberga las galerías del Panteón Budista del Museo Guimet).
- 1913: Hôtel particulier (9-11 avenue Matignon) (desde 1919 ocupado por las diseñadoras de moda Callot Soeurs; desde 1975, sede de Artcurial; y actual sede de la empresa de subastas Christie's).

#### Otras obras
- 1903: Fábrica Suchard (10 rue Mercoeur) para Chocolat Suchard.[7]
- 1907-1909: Magasin d'exposition (20 Place Vendôme, en el fondo del terreno del Hôtel de Parabère) para los hermanos Duveen (Joseph —considerado el art dealer más influente de todos los tiempos— y Henry J. Duveen) con una fachada muy similar a la del Petit Trianon (actualmente una sede bancaria).

### En Francia
- 1903-1906: Château de Voisins (Saint-Hilarion) como pabellón de caza para el conde Edmond de Fels[8] (actual residencia de su bisnieto, el conde Jean de Fels, quien además da en alquiler las instalaciones para rodajes).[9]
- 1907-1910: Trianon Palace Hotel (1 Bd de la Reine, Versalles), hotel de viajeros (actual Waldorf Astoria Versailles Trianon Palace).

### En Europa
- 1901: Villa Stéphanie (Schillerstraße 4/6, Baden-Baden, Alemania) para la princesa francesa Stéphanie de Beauharnais (actual hotel de la empresa hotelera alemana Oetker Collection).
- 1901-1903: Château de Voormezeele (Voormezele, Bélgica) para Madame Mahieu, viuda del empresario del lino Auguste Mahieu-Ferry (destruido por bombardeos británicos en 1914; actual Golf Palingbeek).[10]
- 1906: reforma del hall del Grand Hotel de Roma en estilo Luis XVI (actual The St. Regis Rome).[11]
- 1909-1910: salón de baile del hotel Claridge's (Londres, Inglaterra).[12]
- 1910: Lancaster Ballroom del Hotel Savoy (Londres, Inglaterra).

### En Argentina
- 1910-1917: Palacio Bosch (Avenida del Libertador 3502, Buenos Aires), para Ernesto Bosch y Elisa de Alvear (desde 1929, residencia del embajador de los Estados Unidos).[13]
- 1911-1917: Palacio Errázuriz Alvear (Buenos Aires), para Matías Errázuriz Ortúzar y Josefina de Alvear (desde 1936, del estado argentino, y desde 1937, en cumplimiento con la estricta condición de venta, sede del Museo Nacional de Arte Decorativo).[14]
- 1911-1912: remodelación del Palacio Unzué Alvear (Avenida Alvear 1399, Buenos Aires), para María de los Remedios Unzué (1861-1950) Vda. de Ángel Torcuato de Alvear (1858-1905) (demolido a comienzos de la década de 1960).
- 1914-1918: Palacio Sans Souci con más de diez hectáreas de parque que llegaban hasta las orillas del Río de la Plata (Paz 705, Victoria, San Fernando, Provincia de Buenos Aires), para Carlos María de Alvear (1850-1928) (a partir de 1928, en manos de sus descendientes y rápidamente vendido; su parque, loteado y revendido; y, tras varios dueños, perteneció a la Iglesia católica que planeó demolerlo; no obstante en 1964 fue adquirido por el Dr. Eduardo Antonio Durini, quien en su momento lo restauró y dividió un ala en once departamentos; actualmente en manos de sus respectivos descendientes, funcionando como un lugar de alquiler para eventos).[15]
- 1922-1937: Hogar Luis María Saavedra (Av. Dr. Ricardo Balbín 4131, Buenos Aires), asilo donado por Elisa de Alvear (esposa de Ernesto Bosch) y construido en varias etapas por Lanús y Hary según planos del arq. Sergent (actual colegio católico «Instituto Santa María de Nazareth»).[16]
- 1925: Palacio Atucha (Arroyo 1099, Buenos Aires), para Jorge Atucha (1864-1937) y María Teresa Llavallol (1868-1927) (desde 1943 de «Cefur, Compañía de Explotaciones Financieras, Urbanas y Rurales S.A.», y en la década de 1950, subdividido en departamentos que fueron vendidos individualmente).[17]

### En Estados Unidos
- 1909-1910: Duveen Building, bajo la dirección del arq. estadounidense Horace Trumbauer (720 Fifth Avenue esquina 56th Street, Nueva York) como showroom para el art dealer Joseph Duveen (demolido en 1953).[6]